# Beta Ceti
Pour les articles homonymes, voir CETI (homonymie).
Désignations
Beta Ceti (β Cet / β Ceti), également appelée par ses noms traditionnels Diphda et Deneb Kaitos, est l'étoile la plus brillante de la constellation de la Baleine. En dépit de sa désignation de Bayer « beta », elle est en réalité plus brillante que Alpha Ceti. Il s'agit d'une étoile géante orangée plus grande et plus lumineuse que le Soleil, qui est de type spectral G9.5 III ou K0 III et qui est donc à la limite entre les étoiles de type G et de type K.

## Dénominations
L'étoile possède les noms traditionnels de Deneb Kaitos et de Diphda. Deneb Kaitos provient de l'arabe et signifie la « queue de Baleine ». Diphda vient de l'arabe الضفدع الثاني aD-Dafda‘ aθ-θānī et signifie « seconde grenouille », la première grenouille, ou en tout cas sa translittération arabe, Difa al Auwel désignant Fomalhaut. Les graphies Deneb Kajtos, Difda, Difda al Thani, ainsi que le nom latin de Rana Secunda ont également été employés pour désigner l'étoile. Ces noms sont pour la plupart relativement ambigus. Ainsi Rana se réfère à δ Eridani. Le terme de Deneb est également employé dans de plusieurs autres noms traditionnels d'étoiles, comme α Cygni (Deneb), ι Ceti (Deneb Kaitos Shemali), β Leonis (Denebola) et de nombreux autres.
Le nom propre de Diphda a été officialisé par l'Union astronomique internationale en date du 21 août 2016 pour Beta Ceti.

## Repérage
Diphda est l'étoile la plus brillante de la constellation de la Baleine (hormis pendant les maxima de Mira) et se situe dans une zone dépourvue d'autres étoiles brillantes, les plus visibles ayant une magnitude de l'ordre de 3,5.
Elle peut être repérée aisément en prolongeant l'axe Alphératz-Algenib (l'un des côtés du grand carré de Pégase) vers le sud.
Diphda forme avec Hamal du Bélier et Alphératz d'Andromède le Triangle d'automne.